# Palićsjön

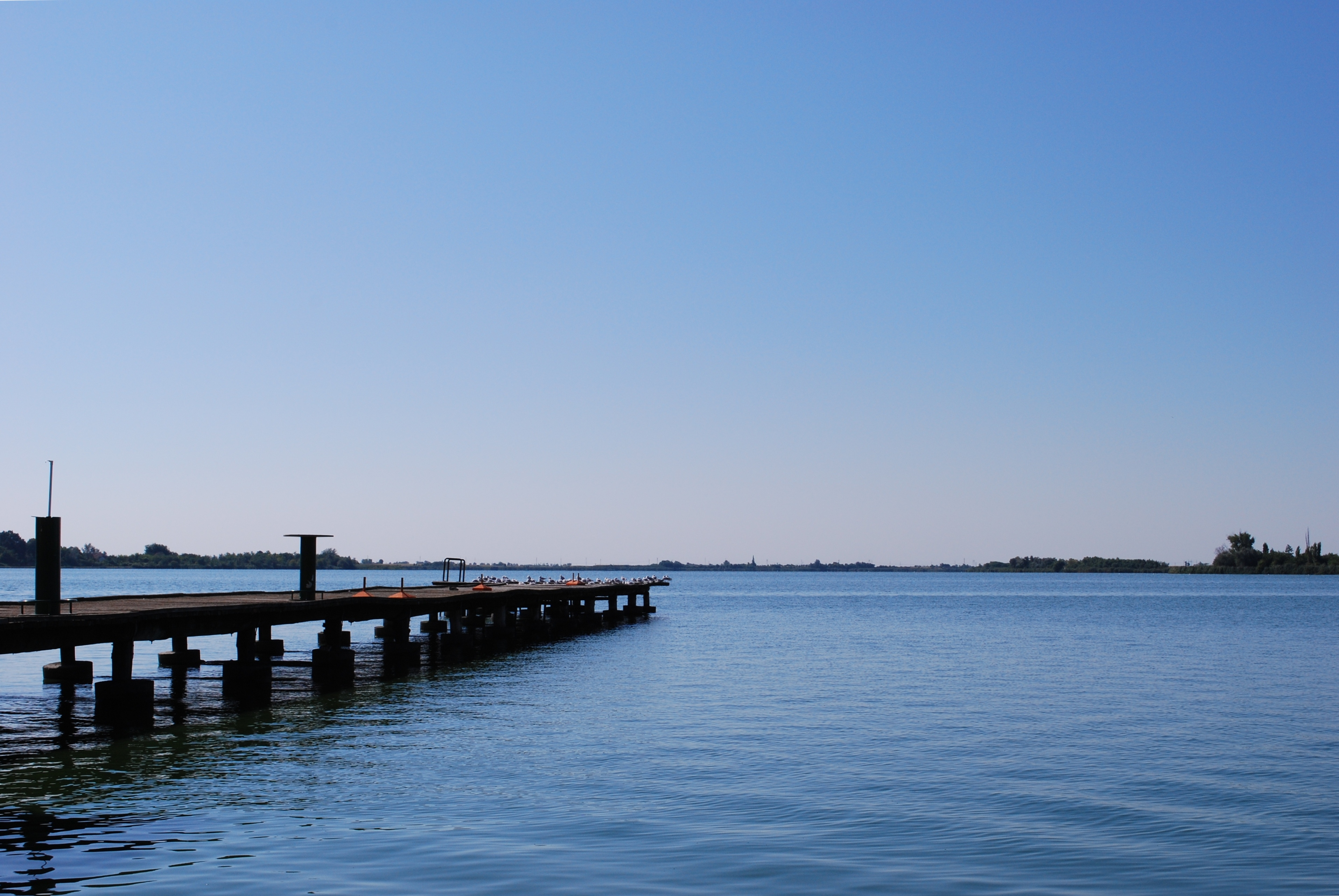
Palićsjön

Palićsjön (serb. Palićko jezero, Палићко језеро), är en sjö vid staden Palić nära Subotica i norra Bačka och en av de större turistattraktionerna i Serbien, samt den populäraste i Vojvodina.
Sjön upptar en area av 380 ha och har en omkrets av 17 km. Medeldjupet är 2 m och där finns en hel del fisk. 1995 byggdes kanalen Tisza-Palić vilken hjälper till att hålla sjön ren.